# 宮崎県道47号三股高城線
宮崎県道47号三股高城線（みやざきけんどう47ごう みまたたかじょうせん）は、宮崎県北諸県郡三股町から都城市に至る県道（主要地方道）である。

## 概要
北諸県郡三股町大字長田から都城市高城町穂満坊に至る。一部区間は国道10号の旧道に相当する。

### 路線データ
- 起点：宮崎県北諸県郡三股町大字長田（梶山交差点、宮崎県道33号都城北郷線交点）
- 終点：宮崎県都城市高城町穂満坊（高城町穂満坊交差点、国道10号交点、宮崎県道46号高城山田線起点）

## 歴史
- 1959年（昭和34年）6月1日 - 宮崎県告示第226号により、県道高城三股線として路線認定される（当時の整理番号は7）[1]。
- 1993年（平成5年）5月11日 - 建設省から、県道三股高城線が三股高城線として主要地方道に指定される[2]。

## 路線状況

### 通称
- ひむか神話街道

### 重複区間
- 宮崎県道422号有水山之口停車場線（都城市山之口花木）

### 道路施設

#### 橋梁
- 花の木橋（花の木川、都城市）
- 大井手橋（東岳川、都城市）

## 地理

### 通過する自治体
- 北諸県郡三股町
- 都城市

### 交差する道路
| 交差する道路                                           | 市町村名 | 市町村名 | 交差する場所 | 交差する場所              |
| ------------------------------------------------------ | -------- | -------- | ------------ | ------------------------- |
| 宮崎県道33号都城北郷線                                 | 北諸県郡 | 三股町   | 大字長田     | 梶山交差点 / 起点         |
| 国道269号                                              | 都城市   | 都城市   | 山之口町花木 | 山之口総合支所南交差点    |
| 宮崎県道422号有水山之口停車場線 重複区間起点           | 都城市   | 都城市   | 山之口町花木 |                           |
| 国道269号 宮崎県道422号有水山之口停車場線 重複区間終点 | 都城市   | 都城市   | 山之口町花木 | 山之口町向原交差点        |
| 国道10号 宮崎県道46号高城山田線                        | 都城市   | 都城市   | 高城町穂満坊 | 高城町穂満坊交差点 / 終点 |

### 交差する鉄道
- 日豊本線

### 沿線
- 三股町立梶山小学校
- 都城市立富吉小学校
- 都城市立山之口中学校
- 都城市立山之口小学校
- 都城警察署 山之口駐在所